# Тарган, Шериф Мухиддин
Шериф Мухиддин Тарган (тур. Şerif Muhiddin Targan, 21 января 1892 — 13 сентября 1967) — турецкий музыкант. Исполнитель классической музыки.

## Биография
Родился 21 января 1892 года в Стамбуле. По происхождению араб. Отцом Таргана был Али Хайдар-паша. Его род вёл своё происхождение от пророка Мухаммеда.
Шериф Тарган получил домашнее образование, его учили частные преподаватели. Также он в 1908 году окончил Дарюльфюнун.
В 1916 году отец Таргана Али Хайдар-паша был назначен шерифом Мекки. Шериф Тарган вместе с отцом направились в Мекку, но не смогли туда попасть из-за бушевавшего в городе арабского мятежа. Некоторое время пожив в Дамаске, Тарган с отцом вернулись в Стамбул.
В 1924 году, уже прославившись как музыкант, Шериф Тарган уехал из Турции в американский город Нью-Йорк. В связи с его отъездом поэт Мехмет Акиф написал поэму «Приглашение на восток».
Похоронен на кладбище Зинджирликую.